# Tribun
Tribun (en latin : Tribunus) est de  nos jours l’appellation donnée à  un orateur éloquent qui remue les foules, en défendant une cause, une idée. 
À l’origine , tribun était le titre que portaient  divers magistrats dans la Rome antique. Les plus importants étaient les tribuns de la plèbe et les tribuns militaires. Pendant la majeure partie de la République romaine, un collège de dix tribuns de la plèbe fait office de contrepoids à l'autorité du Sénat et des magistrats annuels. 

## Antiquité romaine
Les tribuns exerçaient différentes fonctions dans la Rome antique. Le terme viendrait de tribu, subdivision du peuple romain :
- le tribunus celerum était, sous la monarchie romaine et selon certains historiens, le commandant de la garde personnelle du roi et de la cavalerie ;
- les tribuni aerarii, tribuns participant à la gestion du trésor public (Ærarium) ;
- le tribun militaire était un officier supérieur de la légion romaine. Il pouvait être issu de l'ordre sénatorial (tribun laticlave) ou de l'ordre équestre (tribun angusticlave) ;
- les tribuns militaires à pouvoir consulaire remplaçaient les consuls entre 445 av. J.-C. et 367 av. J.-C. ;
- les tribuns des liburnes étaient des officiers adjoints au préfet de la flotte ;
- les tribuns de la plèbe étaient des magistrats élus par la plèbe sous la République romaine ;
- la puissance tribunitienne était attribuée sous l'Empire romain à Auguste et à ses successeurs ;
- à la fin de l'Empire romain (IVe et Ve siècles), le statut ou grade de tribun pouvait être attribué à une personne occupant une fonction militaire ou civile[1].

## Période moderne
- Les tribuns gouvernaient les îles de la lagune de Venise.
- Le Tribunat était l'une des quatre assemblées instituées en France par la Constitution du 22 frimaire an VIII.
- En français, un tribun est un orateur populaire et éloquent.